# بابی هاینه میلر
 بابی هاینه میلر (انگلیسی: Bobbie Heine Miller؛ زادهٔ ۴ دسامبر ۱۹۰۹ - درگذشته ۳۱ ژوئیهٔ ۲۰۱۶) یک تنیس‌باز اهل آفریقای جنوبی بود.